# Giuseppe Forti
Pour les articles homonymes, voir Forti.
Giuseppe Forti (21 décembre 1939 - 2 juillet 2007) était un astronome italien et un découvreur d'astéroïdes.

## Biographie
Giuseppe Forti travailla à l'observatoire d'Arcetri, situé près de Florence, en Italie, et dans plusieurs autres.
L'astéroïde (6876) Beppeforti a été nommé en son honneur.

## Astéroïdes découverts
| Astéroïdes découverts : 49                                          | Astéroïdes découverts : 49 |
| ------------------------------------------------------------------- | -------------------------- |
| (10591) Caverni [1]                                                 | 13 août 1996               |
| (10928) Caprara [1]                                                 | 25 janvier 1998            |
| (11337) Sandro [1]                                                  | 10 août 1996               |
| (11621) Duccio [1]                                                  | 15 août 1996               |
| (12044) Fabbri [1]                                                  | 29 mars 1997               |
| (12928) Nicolapozio [2]                                             | 30 septembre 1999          |
| (14659) Gregoriana [1]                                              | 15 janvier 1999            |
| (14953) Bevilacqua [1]                                              | 13 février 1996            |
| (15004) Vallerani [1]                                               | 7 décembre 1997            |
| (15006) Samcristoforetti [1]                                        | 27 février 1998            |
| (15098) 2000 AY2 [2]                                                | 1er janvier 2000           |
| (15360) Moncalvo [1]                                                | 14 février 1996            |
| (15418) Sergiospinelli [1]                                          | 27 février 1998            |
| (17019) Aldo [1]                                                    | 23 février 1999            |
| (18628) Taniasagrati [1]                                            | 27 février 1998            |
| (20200) Donbacky [1]                                                | 28 février 1997            |
| (22517) Alexzanardi [1]                                             | 26 février 1998            |
| (26497) 2000 CS1 [2]                                                | 3 février 2000             |
| (27005) Dariaguidetti [1]                                           | 27 février 1998            |
| (27364) 2000 EJ14 [2]                                               | 3 mars 2000                |
| (29550) Yaribartolini [1]                                           | 25 janvier 1998            |
| (31153) Enricaparri [1]                                             | 26 octobre 1997            |
| (33162) Sofiarandich [1]                                            | 27 février 1998            |
| (39871) Lucagrazzini [1]                                            | 27 février 1998            |
| (39875) Matteolombardo [1]                                          | 27 février 1998            |
| (42929) Francini [3]                                                | 8 octobre 1999             |
| (46702) Linapucci [1]                                               | 28 février 1997            |
| (48381) 1977 SU3 [2]                                                | 17 septembre 1977          |
| (48842) 1998 BA44 [1]                                               | 25 janvier 1998            |
| (49987) Bonata [3]                                                  | 3 janvier 2000             |
| (53053) 1998 XH9 [1]                                                | 12 décembre 1998           |
| (58572) Romanella [1]                                               | 7 septembre 1997           |
| (58702) 1998 BX43 [1]                                               | 25 janvier 1998            |
| (58709) Zenocolò [3]                                                | 14 février 1998            |
| (70744) Maffucci[3]                                                 | 9 novembre 1999            |
| (82463) Mluigiaborsi[3]                                             | 21 juillet 2001            |
| (82657) 2001 PA14 [2]                                               | 14 août 2001               |
| (86195) 1999 ST9 [3]                                                | 30 septembre 1999          |
| (108702) 2001 OX16 [1]                                              | 21 juillet 2001            |
| (103249) 2000 AA5 [2]                                               | 3 janvier 2000             |
| (103421) Laurmatt [3]                                               | 6 janvier 2000             |
| (108205) Baccipaolo [3]                                             | 26 avril 2001              |
| (121770) 2000 AV2 [2]                                               | 1er janvier 2000           |
| (137082) Maurobachini [3]                                           | 12 décembre 1998           |
| (153468) 2001 RO16 [2]                                              | 9 septembre 2001           |
| (192927) 2000 AH6 [2]                                               | 3 janvier 2000             |
| (193818) 2001 QH [3]                                                | 16 août 2001               |
| (347537) 1999 YY13 [3]                                              | 31 décembre 1999           |
| 1. avec Maura Tombelli 2. avec Andrea Boattini 3. avec Luciano Tesi |                            |